# Pokémon Platinum
Pokémon Platinum (al Japó, Pocket Monsters Platina) és la continuació de Pokémon Pearl i Diamond que va sortir el 13 de setembre de 2008.

## Novetats
- El Poké-rellotge tindrà nou aspecte i noves funcions.
- La Pokédex passa a tenir 210 Pokémon.
- En alguns Centres Pokémon hi haurà batalles tots els dies de la setmana en unes certes ciutats.
- L'atac hipnosi torna a la seva precisió de 60%.
- Alguns entrenadors tindran segells en les seves Poké Balls.

## Nous personatges
Ara com ara, només se sap que hi ha dos nous personatges i el seu veritable propòsit i abast dins de la història encara no es coneix i fins i tot els seus noms tampoc es coneixen encara. A continuació es mostren les dades que sabem d'ells:
- Handsome: Agent de la Policia Internacional

Està investigant sobre els canvis que està patint Sinnoh: El Clima s'ha tornat molt fred i les operacions de l'Equip Galàxia li han fet començar a sospitar.
- Professor de l'Equip Galàxia

Sembla ser un professor de l'Equip Galàxia. Els seus veritables motius i plans són desconeguts en el moment, però és probable que el resultat final siga un combat contra ell en algun moment del joc.

## Zones noves i canvis a l'overworld
- Plaça Wi-Fi
- Hi haurà un lloc anomenat Cafè Revenja, en el qual es podrà combatre de nou amb els líders de gimnàs i els acompanyants: Malta, Maiza, Quinoa, Búrgul i Sèmola. El teu rival estarà al costat de la porta.
- Poble Aromaflor té un arc d'entrada amb flors, i a Poble Fullaverda hi ha neu, a la Ruta 206 instal·laran un túnel i fanals, canviaran les bases de l'Equip Galàxia i la GTS de Ciutat Jubileu tindrà forma de castell i passarà a dir-se Terminal Global.
- Ara pots tenir una Mansió en la Zona Descans aquesta zona sofreix molts canvis, per exemple: hi ha palmeres en comptes dels arbres convencionals.
- La Muntanya Dura ha canviat, i ara una petita part de l'Equip Galàxia liderada per Plutó va a per Heatran.
- Hi haurà nous vestits disponibles per a Maia, León i el teu rival.
- El parc batalla es canviat pel Front de Batalla i haurà noves zones: el Castell Batalla, la Fàbrica Batalla, la Ruleta Batalla, i la Sala Batalla; situats en Zona de Combat sent similar o el mateix Front Batalla de Pokémon Esmeralda.
- Ciutat Vetusta, Ciutat Rocavelo, Ciutat Puntaneva i Ciutat Cor tindran un canvi en els seus gimnasos.

## Vs. Recorder
La Gravadora de Batalles és un nou objecte clau que ofereix múltiples funcions noves, treballant en conjunt amb la Terminal Global en Ciutat Jubileu. Primàriament és utilitzada per a emmagatzemar batalles. No obstant això, té més aplicacions.
La primera, i més lògica és l'aplicació de Gravadora de Batalles. Aquestes batalles s'emmagatzemen en el servidor i es poden compartir entre amics amb molta facilitat. D'aquesta manera, podrem provar als nostres amics que hem lluitat contra una persona determinada i que guanyem. A través d'aquesta funció, es poden aprendre moltes estratègies noves.
Les batalles que s'han guardat en el servidor, participen d'un rànquing, totes basades en popularitat. Es desconeix quantes batalles es poden ranquejar d'aquesta manera, i per això, moltes batalles poden ser no vistes. Des d'ací, es pot seleccionar les batalles que desitgem veure i simplement de gaudir-les.
També haurà una aplicació per a prendre i rebre imatges de les caixes del PC de la gent. Açò és perquè puguem mostrar el contingut de les nostres caixes, si diem que tenim una caixa plena de llegendaris o Pokémon rars. Per altra banda, es poden crear diferents estils de formacions per als *pokemon, *asi com mostra la següent imatge.

## Front de Batalla
Front de Batalla, l'àrea que es va originar en Pokémon Emerald, fa la seua tornada triomfal en Pokémon Platí. Situat en la Zona de Combat de Sinnoh, el Front de Batalla ara només compta amb cinc instal·lacions dins d'ella, originalment tenia set.

## Gimnasos Pokémon
A diferència d'Emerald, els gimnasos de Pokémon Platí han tingut un rediseny radical en comparació dels gimnasos de Diamond i Pearl. Aquests incorporen més puzles perquè guanyar una medalla siga tot un assoliment:
- Gimnàs Vetusta

El Gimnàs de Ciutat Vetusta compta amb un puzle completament nou. A diferència de trobar i lluitar amb cadascun dels entrenadors del gimnàs. Aquesta vegada, hi ha una zona amb dues fulles en el centre i quatre sortides. Per a fer que les fulles es moguin, cal lluitar amb cadascun dels entrenadors fins que finalment arribes a la Líder Gardenia.
Fotografia de la part principal del gimnàs.
- Gimnàs Cor

Gimnàs Corazón també ha canviat dràsticament. En lloc de passar per diversos nivells i resant per haver triat la porta correcta per a seguir avançant al següent nivell, haurà una laberint amb les llums apagades, estarem només amb una llanterna que il·lumina al capdavant nostre. Les parets del laberint estan fetes de llums de Duskull, així podrem veure on estan els altres entrenadors. L'objectiu consisteix a aconseguir a passar el laberint per a trobar al Líder Fantina i lluitar.
- Gimnàs Rocavelo

El Gimnàs Rocavelo també ha tingut una actualització. En lloc de lliscar escletxes de fusta per a obrir-nos un camí, aquesta vegada has de moure els sacs de boxa (els quals copegen els boxadors) per a eliminar els obstacles i fer-nos amb un camí, per a poder lluitar contra els entrenadors i seguir avançant fins al Líder Brega.

## Canvis de l'Alt Comandament
Els escenaris de l'Alt Comandament han patit canvis pel que fa als de Diamond i Pearl. També hi ha canvis en els equips de cadascun dels membres de l'Alt Comandament.

## Factor Rotom
Rotom és Pokémon rar i únic, en el sentit que té múltiples formes dins del joc. Totes aquestes formes s'obtenen tenint la Clau Secreta. Aquesta s'aconsegueix per Wi-Fi al Japó a partir del 28 de setembre al 4 de novembre. Les dates internacionals es donaran a conèixer quan es llancen.
Una vegada que reps la clau secreta, dirigeix-te a l'Edifici de l'Equip Galàxia. Si has eliminat a tots els membres de l'Equip Galàxia, pots anar a una de les habitacions i usar la Clau Secreta entre una biblioteca i una paret. Açò obrirà una nova sala en l'edifici.
Quan vages a l'habitació, veuràs 5 aparells diferents en el sòl (Nevera, Ventilador, Llavadora, Talladora de gespa i Forn). Si tens a Rotom en el teu equip, pots anar a qualsevol d'elles, i seleccionar-les. Una vegada seleccionat, Rotom posseirà el dispositiu i es transformarà a una de les noves formes Rotom. No obstant això, hi ha un parell de coses que destacar.
Quan selecciones el dispositiu i Rotom prenga possessió d'ella, Rotom tindrà l'habilitat d'aprendre un nou atac. Açò depèn de la forma que vaja a prendre. Aquest atac només pot ser mantingut en aquesta forma particular. Una vegada que canvie a altra forma, Rotom oblidarà aqueix atac i aprendrà un nou.
Per a tornar a Rotom a la seva forma normal, tot el que has de fer és seleccionar l'àrea on estava el dispositiu i Rotom tornarà a la seua forma original. Encara que les estadístiques de Rotom baixaran, aquesta és l'única manera d'obtenir al Rotom original. Rotom també oblidarà qualsevol atac especialitzat que tinga.

## Factor Shaymin
Shaymin és un dels Pokémon d'"esdeveniment" de la 4a generació. És bastant singular, ja que pot canviar de forma, a la Forma Terrenal o la Forma Celestial. Les seues estadístiques canvien depenent la forma en la qual aquest, també el seu tipus i habilitat. Originalment es va pensar que, igual que Deoxys en la tercera generació, les formes serien exclusives depenent del joc en el qual aquest, però ara se sap que açò és fals.
En Platí, si anem al Poble Aromaflor en algun moment del joc, ens lliuraran un Objecte Clau cridat Flor Glacidia. Aquest Objecte Clau, permet canviar les formes de Shaymin fàcilment.
N'hi ha prou amb seleccionar l'objecte i, a continuació, seleccionar a Shaymin i llest, es transformarà. Açò es pot fer infinitat de vegades, per si volem que siga Forma Terrenal o Forma Celestial, és molt fàcil canviar-lo. Però també hi ha algunes restriccions. No es pot utilitzar la Flor Glacidia durant la nit o mentre Shaymin aquest amb l'Estat Congelat.